# Fontes de caractères unicode libres

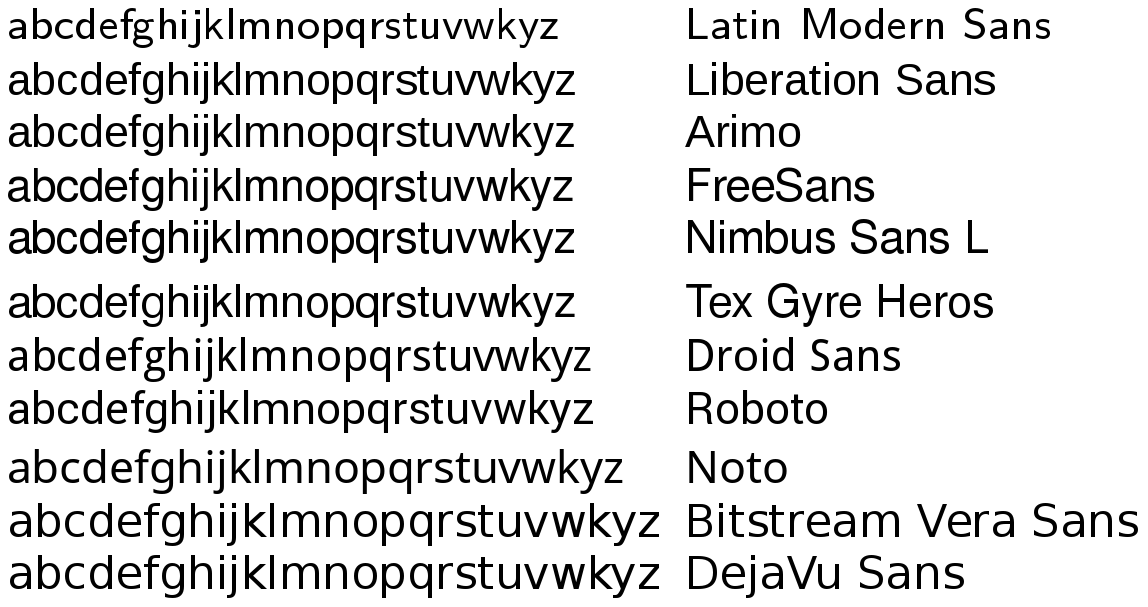
Image de caractères dans plusieurs polices de caractères sans empattement libres différentes

Quelques projets existent pour fournir des fontes de caractères unicode libres, c'est-à-dire des fontes Unicode sous licence libre et dessinées pour contenir les glyphes de tous les caractères Unicode. Cependant de nombreux projets n'ont pour seule ambition que la couverture de certaines écritures telles que les fontes arabes Arabeyes. L'avantage de ne cibler que quelques écritures avec une fonte est que certains caractères Unicode doivent être affichés différemment en fonction de la langue qui les utilise. Les fontes Unicode dans des formats plus modernes comme OpenType fournissent ce même service en contenant de multiples glyphes par caractère. (Voir aussi: Unihan)

## Unifont
Unifont est une fonte de caractères aux formats TrueType et bitmap réalisée en 2008 pour le projet Debian par Paul Hardy et publiée sous licence GNU GPL. La fonte est à l'origine un gratuiciel créé en 1998 par Roman Czyborra sous l'appellation GNU Unifont, et sera présente dès le début des années 2000 dans la plupart des systèmes d'exploitation et logiciels de fenêtrage libres tels que GNU/Linux, XFree86 ou le serveur X.Org. Le projet sera mis à jour et maintenu par de nombreux développeurs, principalement par David Starner du projet Debian, et placé par ce dernier dans le domaine public en 2001.

## GNU FreeFont
GNU FreeFont (projet également connu sous le nom de « Free UCS Outline Fonts ») est un projet de regroupement de fontes vectorielles. Le but de ce projet, débuté par Primož Peterlin, a été de collecter des fontes de nombreuses fontes libres existantes et de les regrouper en un seul paquet logiciel, publié sous licence GNU GPL, avec pour ambition de couvrir tous les caractères Unicode à terme. GNU FreeFont est aujourd'hui officiellement un projet GNU.

## SIL fonts
SIL International offre de nombreux services liés aux fontes, à l'édition, la traduction et aux systèmes de production de livres faisant partie de leur effort pour réduire la fracture numérique des langues minoritaires. Le site contient beaucoup de logiciels utilitaires pour les systèmes Windows, y compris des éditeurs pour des textes qui s'écrivent de droite à gauche, des convertisseurs RTF, et des fontes Unicode de haute qualité.
SIL publie ses fontes sous leur propre SIL Open Font License. Les fontes incluent notamment Charis SIL, Doulos SIL, Gentium.

## MPH 2B Damase
MPH 2B Damase, de Mark Williamson, est une police libre codant de nombreuses écritures non-latines, y compris les écritures du Supplementary Multilingual Plane d'Unicode 4.1 : arménien, cherokee, copte, syllabaire chypriote, cyrillique, deseret, géorgien, glagolitique, gothique, grec, hébreu, latin, limbu, linéaire B (couverture partielle), vieil italique, vieux cunéiforme persan, osmanya, phénicien, alphabet de Shaw, syloti nagri (sans ligatures), Tai Le (pas de marque de combinaison de tons), thaana, tifinagh, ougaritique et vietnamien.

## Autres
- Caslon Roman (licence « type-BSD » ou OFL)
- DejaVu (license (en))
- Droid (licence Apache)
- Fira Sans et Fira Mono (OFL)
- Gentium (OFL)
- Junicode (GPL)
- Liberation (GPL + font exception, OFL)
- Linux Libertine (GPL, OFL)
- Nimbus (Nimbus Mono L (en), Nimbus Roman No. 9 L (en), Nimbus Sans L (en)) (GPL)
- Source Sans Pro et Source Code Pro (OFL)
- Ubuntu (Ubuntu Font License)